# Wes Studi
Wesley "Wes" Studi, född 17 december 1947 i Nofire Hollow i Cherokee County i Oklahoma, är en amerikansk filmskådespelare med Nordamerikas ursprungsbefolkning (cherokesisk) bakgrund. Han är främst känd för roller som exempelvis pawnee-krigaren i Dansar med vargar (1990) och Magua i Den siste mohikanen (1992) i båda filmerna gestaltar han roller med ursprung ur olika delar av den amerikanska ursprungsbefolkningen.

## Filmografi
| År   | Titel                               | Roll                  | Anmärkningar |
| 1989 | Powwow Highway                      | Buff                  |              |
| 1990 | Dansar med vargar                   | Toughest Pawnee       |              |
| 1991 | The Doors                           | Indian i öknen        |              |
| 1992 | Den siste mohikanen                 | Magua                 |              |
| 1993 | Geronimo                            | Geronimo              |              |
| 1994 | Street Fighter                      | Victor Sagat          |              |
| 1995 | Lone Justice 2                      | One Horse             |              |
| 1995 | Heat                                | Casals                |              |
| 1996 | The Killing Jar                     | Cameron               |              |
| 1996 | Crazy Horse                         | Red Cloud             |              |
| 1998 | Deep Rising                         | Hanover               |              |
| 1998 | Mannen som kunde tala med hästar    | vakt                  |              |
| 1998 | Soundman                            | Terry Leonard         |              |
| 1999 | Mystery Men                         | Sfinxen               |              |
| 2001 | Ice Planet                          | Commander Trager      |              |
| 2001 | Christmas in the Clouds             | Bingo Caller          |              |
| 2001 | Road to Redemption                  | Frank Lightfoot       |              |
| 2002 | Undisputed                          | Mingo Pace            |              |
| 2003 | Edge of America                     | Cuch                  |              |
| 2003 | The Ugly One                        | Father Mike           |              |
| 2004 | Echoes from Juniper Canyon          | Farfar (röst)         |              |
| 2005 | Animal                              | Creeper (röst)        |              |
| 2005 | Miracle at Sage Creek               | Chief Thomas          |              |
| 2005 | The New World                       | Opechancanough        |              |
| 2005 | Into the West                       | Black Kettle          |              |
| 2006 | Three Priests                       | Ben                   |              |
| 2007 | Seraphim Falls                      | Native Water Guardian |              |
| 2007 | Begrav mitt hjärta vid Wounded Knee | Wovoka                |              |
| 2009 | Avatar                              | Eytukan               |              |
| 2009 | The Only Good Indian                | Wovoka                |              |
| 2014 | A Million Ways to Die in the West   |                       |              |